# Condado de Lake (Indiana)
El condado de Lake (en inglés: Lake County), fundado en 1837, es uno de 92 condados del estado estadounidense de Indiana. En el año 2000, el condado tenía una población de 34.909 habitantes y una densidad poblacional de 13 personas por km². La sede del condado es Crown Point.El condado recibe su nombre en honor al Lago Míchigan. El condado forma parte del área metropolitana de Chicago.

## Geografía
Según la Oficina del Censo, el condado tiene un área total de 1621 km², de la cual 1287 km² es tierra y 334 km² (21.61%) es agua.

### Condados adyacentes
- Condado de Cook, Illinois (noroeste)
- Condado de Porter (este)
- Condado de Jasper (sureste)
- Condado de Newton (sur)
- Condado de Kankakee, Illinois (suroeste)
- Condado de Will, Illinois (oeste)

## Demografía
Según la Oficina del Censo en 2007, los ingresos medios por hogar en el condado eran de $41 829 y los ingresos medios por familia eran $50 131. Los hombres tenían unos ingresos medios de $41 986 frente a los $26 393 para las mujeres. La renta per cápita para el condado era de $19 639. Alrededor del 12.20% de la población estaban por debajo del umbral de pobreza.

## Transporte

### Principales autopistas
- Interestatal 65
- Interestatal 80
- Interestatal 90 ( Indiana Toll Road)
- Interestatal 94
- U.S. Route 6
- U.S. Route 12
- U.S. Route 20
- U.S. Route 30
- U.S. Route 41
- U.S. Route 231
- Carretera Estatal de Indiana 2
- Carretera Estatal de Indiana 51
- Carretera Estatal de Indiana 53
- Carretera Estatal de Indiana 55
- Carretera Estatal de Indiana 152
- Carretera Estatal de Indiana 312
- Carretera Estatal de Indiana 912

## Municipalidades

### Ciudades y pueblos
- Crown Point
- East Chicago
- Gary
- Hammond
- Hobart
- Lake Station
- Whiting

### Pueblos
- Cedar Lake
- Dyer
- Griffith
- Highland
- Lowell
- Merrillville
- Munster
- New Chicago
- Schererville
- Schneider
- St. John
- Winfield

### Áreas no incorporadas
- Lake Dalecarlia
- Lakes of the Four Seasons
- Shelby
- Leroy
- Ross

### Municipios
El condado de Lake está dividido en 11 municipios:
- Calumet
- Cedar Creek
- Center
- Eagle Creek
- Hanover
- Hobart
- North
- Ross
- St. John
- West Creek
- Winfield